# Tim Kennedy
Timothy Fred Kennedy (ur. 1 września 1979 w San Luis Obispo) – amerykański żołnierz United States Army o stopniu sierżanta, weteran wojny w Afganistanie oraz II wojny w Zatoce Perskiej, wielokrotnie odznaczany Brązową Gwiazdą. W latach 2001–2016 zawodnik mieszanych sztuk walki (MMA).

## Kariera sportowa
W MMA zadebiutował 31 sierpnia 2001 przegrywając ze Scottem Smithem. W latach 2001–2007 toczył pojedynki dla World Extreme Cagefighting, Extreme Challenge czy International Fight League, notując bilans od debiutu 9 zwycięstw (m.in. nad Jasonem Millerem) i 2 porażek. W 2009 związał się ze Strikeforce, tocząc dla niej w latach 2009-2013 osiem pojedynków (bilans 6-2). W tym czasie pokonywał m.in. Trevora Prangleya, Melvina Manhoefa czy Robbiego Lawlera. Dwukrotnie mierzył się o mistrzostwo Strikeforce wagi średniej: 21 sierpnia 2010 przegrywając jednogłośnie na punkty z Ronaldo Souzą oraz 14 lipca 2012 z Lukiem Rockholdem również na punkty. Po zakończeniu działalności przez Strikeforce na początku 2013, przeniósł się do Ultimate Fighting Championship, notując w ciągu roku trzy zwycięstwa, kolejno z Rogerem Gracie, Rafaelem Natalem i Michaelem Bispingiem. 27 września 2014 przegrał pierwszy pojedynek w UFC, ulegając przez techniczny nokaut Yoelowi Romero. W 2015 był notowany na 6 miejscu w oficjalnym rankingu UFC kategorii średniej.
Po prawie dwuletniej przerwie 10 grudnia 2016 stoczył przegraną walkę z Kelvinem Gastelumem. 17 stycznia 2017 ogłosił zakończenie kariery zawodniczej.

## Osiągnięcia[8]
- 2003: Extreme Challenge 50 – 1. miejsce w turnieju wagi średniej
- Ultimate Fighting Championship – nagrody bonusowe:
  - Nokaut wieczoru (1 raz)
  - Walka Wieczoru (1 raz)